# Stepan Dimitrov
Stepan Dimitrov (10 dicembre 1995) è un taekwondoka moldavo.

## Palmarès
- Europei

Baku 2014: oro nei 54 kg;
Kazan 2018: bronzo nei 58 kg.